# Haardtrand – Im Dörnel
Das Naturschutzgebiet Haardtrand – Im Dörnel liegt im Landkreis Südliche Weinstraße in Rheinland-Pfalz. Das etwa sechs ha große Gebiet, das im Jahr 1992 unter Naturschutz gestellt wurde, erstreckt sich unweit nördlich der Ortsgemeinde Sankt Martin. Unweit nördlich fließt der Alsterweiler Bach und verläuft die Landesstraße 515.